# Domingo Sánchez Blanco

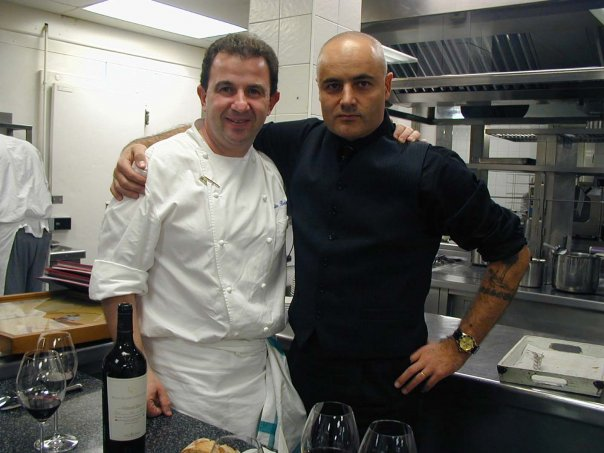
Domingo Sánchez Blanco con el cocinero vasco Martín Berasategui

Domingo Sánchez Blanco (Salamanca, 1955) es un artista visual español. 

## Biografía
Sus inicios están vinculados a los circuitos alternativos hispanos, desarrollando gran parte de su carrera en Salamanca. Fundador del Espacio de Arte Contemporáneo El Gallo y Museo Mausoleo de Morille. Ha expuesto en importantes museos, centros de arte y galerías del mundo, como el Museo de Bellas Artes de San Juan (Puerto Rico), XI Bienal de Cuenca (Ecuador), Guggenheim Bilbao, Museo del Barrio (Nueva York), London Biennale, Museo de Arte Contemporáneo de Caracas (Venezuela), James Joyce Center (Irlanda) y MCO Arte Contemporanea (Portugal), entre otros. Ha sido distinguido con la Cátedra Domingo Sánchez Blanco en la Universidad de Chile.
Paralelamente a su faceta artística, Domingo ha sido un gran aficionado al tiro con arco. Llegando a participar en torneos nacionales de la disciplina tiro de campo y ostentando puestos directivos en la Real Federación Española de Tiro con Arco (RFETA).
En 2015 participó, como uno de los entrevistados, en la película de culto No escribiré arte con mayúscula, dedicada al artista conceptual Isidoro Valcárcel Medina y dirigida por Miguel Álvarez-Fernández y Luis Deltell.
En ocasiones, en sus obras de carácter cinematográfico, utiliza el sobrenombre D.F.(Domingo Fernández).

## Videocreación
Domingo Sánchez Blanco entró en planteos audiovisuales radicales con la videocreación que dirigió en 1993, La Roulottes, donde rompió intencionadamente con toda narrativa convencional durante 35 minutos. Su novedad residía en el método nuevo de producción, el rasgo que define a la obra vista por un pintor, lo que tiene ante él desaparece de la conciencia, llenándose de una representación pictórica del mundo y desapareciendo la división del espectador y lo observado.